# Ambassade du Paraguay en France
L'ambassade du Paraguay en France est la représentation diplomatique de la république du Paraguay auprès de la République française. Elle est située dans l'hôtel Amelot de Gournay, au 1 rue Saint-Dominique dans le 7e arrondissement de Paris, la capitale du pays. Son ambassadrice est, depuis septembre 2022, Cynthia Filártiga Lacroix.

## Histoire
Dans les années 1900, la légation du Paraguay se trouvait 62 rue Pierre-Charron (8e arrondissement) et le consulat général 67 rue de la Victoire (9e arrondissement).
Dans les années 1920, la légation et le consulat se situaient 16 avenue de Friedland (8e arrondissement).

## Liste des ambassadeurs
| Date de nomination | Date de remise des lettres de créance | Date de remise des lettres de créance | Diplomate                     |
| ------------------ | ------------------------------------- | ------------------------------------- | ----------------------------- |
| ?                  | 17 janvier 1990                       | [ JORF 1 ]                            | Anibal Filártiga Lacroix      |
| ?                  | 7 décembre 1994                       | [ JORF 2 ]                            | Ruben Bareiro Saguier         |
| ?                  | 26 juin 2003                          | [ JORF 3 ]                            | Efrain Enriquez Gamon         |
| ?                  | 11 janvier 2005                       | [ JORF 4 ]                            | Luis Fernando Avalos Gimenez  |
| ?                  | 11 juillet 2012                       | [ JORF 5 ]                            | Emilio Lorenzo Giménez Franco |
| ?                  | 13 octobre 2022                       | [ JORF 6 ]                            | Cynthia Filártiga Lacroix     |

## Annexe